# Бакович, Райка
Райка Бакович (сербохорв. Rajka Baković / Рајка Баковић; 23 сентября 1920, Оруро, Боливия — 29 декабря 1941, Загреб, Независимое государство Хорватия) — студентка, участница Народно-освободительной войны Югославии. Народный герой Югославии (посмертно).

## Биография
Родилась 23 сентября 1920 в боливийском городе Оруро, в семье Фране Барковича. Обучалась в загребской гимназии, вступила в молодёжную организацию из студентов-революционеров. В 1938 году вступила в Союз коммунистической молодёжи Югославии. Окончив школу, поступила в Загребский университет на философский факультет, где проводила студенческие акции.
Активно участвовала в выборах в парламент в 1939 году при поддержке старшей сестры Зденки, братьев Йерко и Младена, а также своей матери. Помогала Коммунистической партии Югославии, а также студенческим и женским коммунистическим организациям. Благодаря своей деятельности прославилась на весь Загреб, а её дом стал местом проведения многочисленных семинаров и съездов членов партии. Финансирование оказывала табачная фабрика, в которой работал брат Райки Йерко, член Союза коммунистов Югославии.
Райка была одной из лучших студенток Загреба, однако за её деятельностью следила полиция. После протестов 27 марта 1941 её исключили из университета, и она уехала в Брач, где всё же связалась с компартией. Весной 1941 вернулась в Загреб, где вступила официально в партию со своей сестрой Зденкой.
Несмотря на вторжение немецких войск и оккупацию Югославии, деятельность партии на этом не прекратилась. В доме Райки был тайный склад партийного материала и запрещённой литературы, где также хранились машины для копирования, адресные книги и другое оборудование для распространения агитационных материалов. В здании табачной фабрики скрывался и ЦК Компартии Хорватии. Райка несла курьерскую службу, отправляя материалы в Белград, и участвовала в акциях молодёжных групп (в том числе и в поджоге стадиона в Загребе).

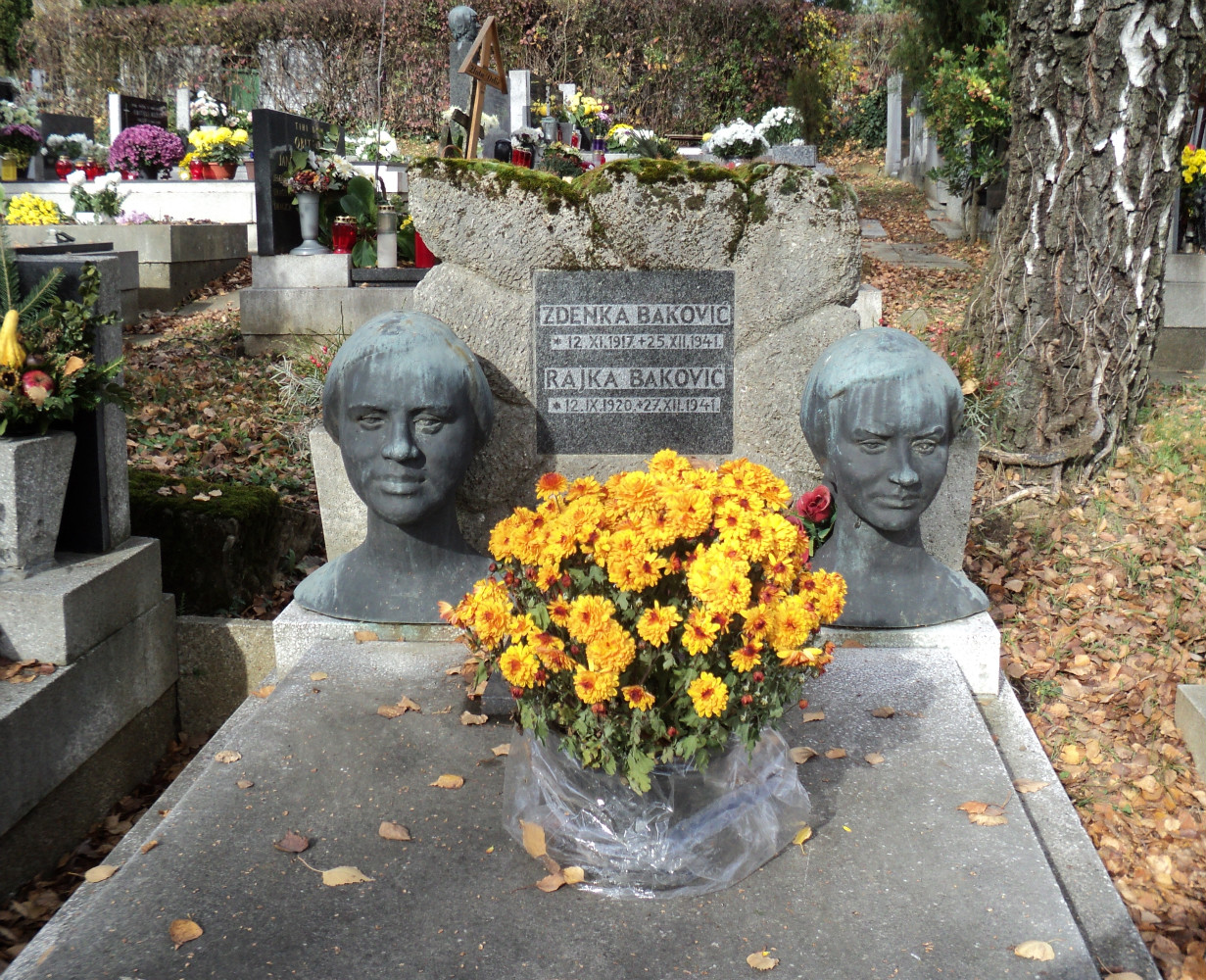
Могила сестёр Бакович

Ночью 20 декабря 1941 в квартиру Баковичей ворвались полицейские, которые провели обыск и арестовали Зденку, Райку и Младена. Сестёр пытали всю ночь, а на следующий день полицейские попытались выпытать у них, где находится райком партии в Загребе. Однако сёстры отказались говорить, а независимый обыск табачной фабрики ни к чему не привёл. Райка успела передать письмо членам партии, в котором писала «Ужасно нас пытают, не могу больше» (серб. Грозно нас муче, не могу више).
24 декабря 1941 Райку отправили в больницу на Виноградской улице. Утром Зденка узнала об исчезновении сестры и в отчаянии бросилась с 4 этажа тюрьмы на Звонимировой улице, разбившись насмерть. 29 декабря 1941 скончалась и Райка. Посмертно ей было присуждено звание Народного героя Югославии (указ Иосипа Броза Тито от 24 июля 1953).